# Walesby (Nottinghamshire)
Walesby – wieś w Anglii, w hrabstwie Nottinghamshire, w dystrykcie Newark and Sherwood. Leży 33 km na północ od miasta Nottingham i 200 km na północ od Londynu. Miejscowość liczy 1255 mieszkańców.